# Джміль вірменський
Джміль вірме́нський (Bombus armeniacus) — вид перетинчастокрилих комах з роду Джмелі.

## Опис
Тіла самиць завдовжки 22-25 мм, самців — 15-17 мм. Щоки сильно подовжені. На спинці між крилами суцільна перев'язка із чорних волосків із чіткими краями. Краї задніх гомілок у чорних волосках. Все черевце за винятком останнього сегменту покрите жовтими волосками. Чоло і все тім'я в чорних волосках.

## Особливості біології
Антофіл, живиться нектаром і пилком рослин, важливий запилювач багатьох рослин. Соціальний вид. Самиці запліднюються самцями восени, після чого зимують, а навесні кожна молода матка самостійно будує гніздо. Особливості гніздування цього виду спеціально не вивчалися. За сезон розвивається одне покоління, яке складається із декількох виводків робочих особин, після чого вирощується репродуктивне потомство. Літає з квітня до вересня.

## Поширення
Вид поширений від Литви до передгірь Паміру і Тянь-Шаню, а також у Казахстані, Малій Азії, Закавказзі, південно-західному Сибіру.
В Україні знайдений у Тернопільській, Черкаській, Херсонській, Кіровоградській, Донецькій, Харківській, Сумській, Полтавській, Дніпропетровській областях та у Криму. Стрічається дуже рідко, частіше реєструються лише поодинокі знахідки.

## Значення і статус виду
Джміль вірменський — запилювач багатьох рослин, в тому числі таких, що культивуються в степовій зоні України.
Загрозами є значне скорочення місць, придатних для гніздування та збору корму, знищення гнізд цього виду під час оранки полів, луків або скошування рослин та загибель дорослих особин при обробках полів пестицидами.
Охороняється в Українському степовому ПЗ (філія «Хомутовський степ») та Чорноморському БЗ. Необхідно створити заказники і нові заповідники в інших місцях мешкання виду.